# Apopyllus now
Apopyllus now är en spindelart som beskrevs av Norman I. Platnick och Mohammad U. Shadab 1984. Apopyllus now ingår i släktet Apopyllus och familjen plattbuksspindlar. Inga underarter finns listade i Catalogue of Life.